# Coletivo Combahee River
O Coletivo Combahee River foi uma organização negra feminista ativa em Boston de 1974 a 1980, fundada por Barbara Smith. Seu nome é um reconhecimento simbólico pelo heroico ato de Harriet Tubman, que em 1863 libertou 750 escravos perto do Rio Combahee, na Carolina do Sul. O coletivo foi instrumental em destacar que o movimento feminista branco não estava se dirigindo a suas necessidades específicas. É talvez mais conhecido por desenvolver a Declaração do Coletivo Combahee River, um documento fundamental na história do feminismo negro contemporâneo e do desenvolvimento dos conceitos de identidade, usado entre os organizadores políticos e teóricos sociais.